# Bodo Zimmermann (artysta)

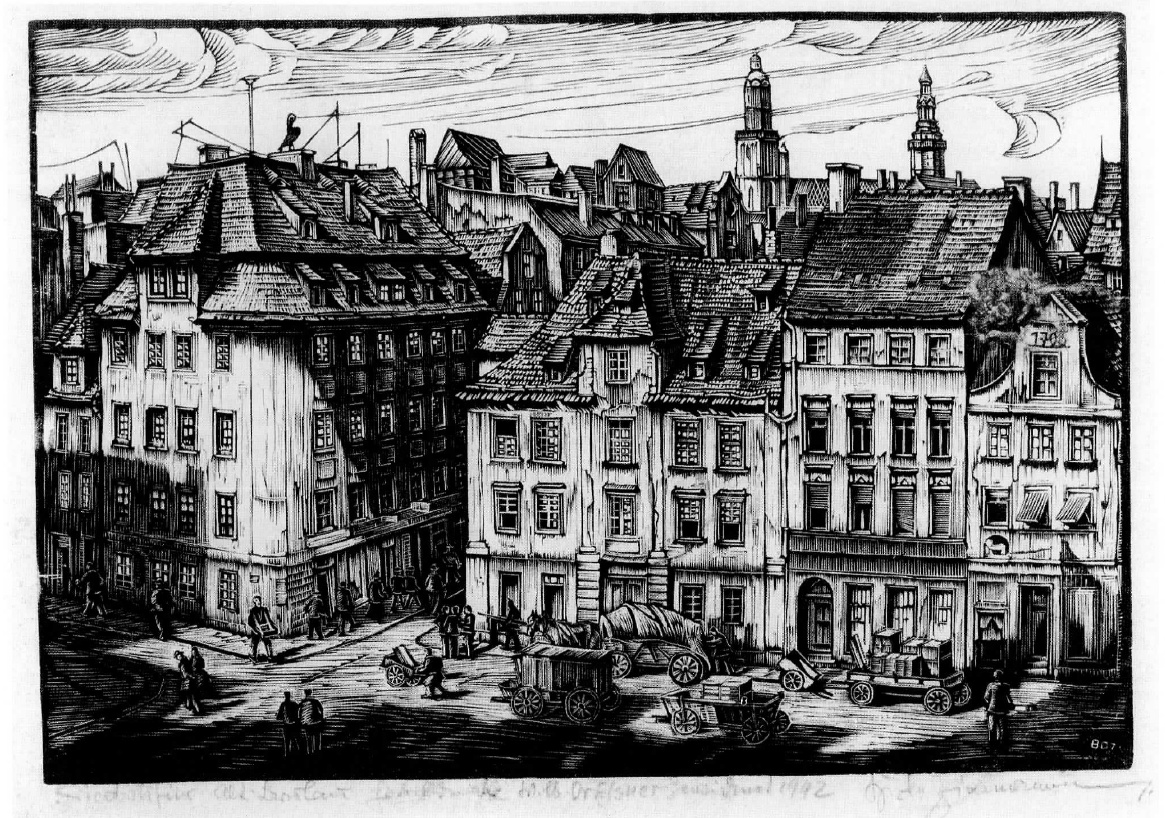
Drzeworyt Bodo Zimmermanna z 1942 r. przedstawiający fragment Starego Miasta we Wrocławiu

Bodo Zimmermann, ps. „Bozi” albo „Boz” (ur. 29 maja 1902 w Filehne, zm. ok. 25 sierpnia 1945 najprawdopodobniej we Frankfurcie nad Odrą) – niemiecki grafik, ilustrator i projektant.

## Życiorys
Był synem Królewskiego Okręgowego Inspektora Szkolnego Paula Zimmermanna i wnukiem malarza krajobrazu prof. Emila Zschimmera.
W roku 1907 jego ojciec otrzymał posadę inspektora w Świdnicy i tam Bodo Zimmermann spędził dzieciństwo i młodość, do roku 1918. Po zakończeniu I wojny światowej studiował parę lat (do 1921) w Królewskiej Pruskiej Szkole Kadetów (w Legnickim Polu i w Berlinie-Lichterfelde, w tym okresie ochotniczo wszedł w skład Freikorpsów i brał m.in. udział w stłumieniu buntu Spartakusa w Berlinie, a także III powstania śląskiego. Potem jednak porzucił wojsko i od roku 1922 studiował we wrocławskiej Akademii Sztuki i Rzemiosła Artystycznego (tam pozostawał pod wpływem prof. Paula Hampela), później również w szkołach w Berlinie, Monachium (tam jednym z jego nauczycieli był F.H. Ehmcke) i w Norymberdze (m.in. u Rudolfa Schiestla). W następnym okresie podróżował po Bliskim Wschodzie, Afryce Północnej i Włoszech. Od 1927 mieszkał we Wrocławiu, tu pracował dla różnych wydawców, m.in. Hegel & Schade z Lipska i Korna z Wrocławia. Pracował jako ilustrator i projektant okładek, wykonywał też liczne drzeworyty. Inspiracje czerpał m.in. z architektury Wrocławia, ale także pejzaży Karkonoszy i Kotliny Kłodzkiej. Swoje atelier miał w kamienicy Pod Złotym Półksiężycem we wrocławskim Rynku.
W roku 1932 ryciny pokazane zostały na wystawie grupowej w Chicago, w 1937 został nagrodzony Nagrodą Artystyczną Miasta Wrocławia, a w 1938 Nagrodą Sztuki Śląska.
Od września 1939 pełnił służbę wojskową (w Polsce i we Francji); w tym okresie wykonywał rysunki i drzeworyty, zwłaszcza z bitew pod Saint-Quentin i Rouen, miał też w 1942 wystawę „Die Burg von Krakau” („Zamek w Krakowie”). Później wykonywał drzeworyty w Grecji, Rosji i Finlandii. W roku 1945 znalazł się we Wrocławiu, gdzie zgłosił się na ochotnika do obrony miasta przed oblężeniem przez Armię Czerwoną. 20 stycznia 1945 jego żona i syn ewakuowani zostali z Wrocławia wraz z większością cywilnych mieszkańców miasta, a Bodo Zimmermann 7 maja 1945 dostał się do niewoli radzieckiej. Został wywieziony do Stalingradu, a następnie z powodu złego stanu zdrowia został repatriowany do obozu przejściowego we Frankfurcie nad Odrą. Chory na czerwonkę zmarł około 25 (26, 27 albo 28) sierpnia 1945 roku w obozie lub podczas transportu, dzień przed uwolnieniem  i został pochowany we Frankfurcie w masowym grobie.
Wdowa po Bodo Zimmermannie i jego syn wyemigrowali do Kanady w 1947, a stamtąd w 1952 do USA. Większość prac Bodo Zimmermanna uległa zniszczeniu w wyniku bombardowań, pożarów i grabieży podczas oblężenia Festung Breslau w 1945 roku. Te, które ocalały w zachodniej części Niemiec i dostały się w ręce Amerykanów, usiłował – bezskutecznie – odzyskać jego syn .